# 멜버른 셔플
멜버른 셔플 (Melbourne Shuffle)은 춤의 스타일 중 하나이다. 셔플 댄스로 불리기도 한다. 1980년 멜버른 언더그라운드 (Melbourne Underground)에서 만들어졌다. 초기에는 브레이크비트 와 테크노에 췄으며 T-step이라는 동작과 디스코적인 찌르기가 조합된 춤이였다
셔플은 매우 빠른 발동작(러닝맨)이 특징이며 주로 하드(Hardstyle Hardtrance HardTechno) 음악에 어울리는 춤이다.

## 연대

### 1980년대 말–1990년대 초
1980년대 말에, 멜버른 셔플은 이전의 stomping 보다 더 많은 팔동작을 사용한 별개의 댄스로 생기기 시작했다. Breakbeat와 techno music은 점차 하드 트랜스와 같은 더 하드코어적인 레이브음악으로 대체되었다. 셔플링은 탭과 전통적인 발레스타일의 발끄는 동작이 합쳐진 것이다. 셔플링은 과거 역사적인 켈트족과 말레이시아 folk/ vernacular 댄스스타일에서 온 ‘stomping’에서 유래되었다. Clog 댄스와 Sword 댄스는 stomping에서 발달한 이전의 실험적인 레이브와 클럽댄스와 쉽게 연관이 된다. 비보이가 셔플댄스 이벤트에 참가했을 때, 러닝맨과 글라이딩 같은 힙합댄스 동작을 그들만의 방식으로 선보였다. 이런 힙합 영향이 퍼지고부터 멜버른셔플이 레이브에서 벗어나서도 행해졌다.‘
처음 멜버른셔플을 췄던 곳은 ‘레이브’라고 불리기보단 ‘댄스파티’로 여겨진다.

### 1990대 중반
이 시대에 스타일이 늘어가면서 스타일을 기록한 많은 비디오가 존재했다. 이 춤에 많은 변동이 있었지만 “멜버른 셔플”이라는 heel-to-toe동작은 여전히 중요한 동작이다. 특히나, 팔동작은 나중에 돼서야 훨씬 더 널리 퍼졌다.

### 2000-2008
2004년에 멜버른의 클럽, 레이브, 축제 등에서 멜버른 셔플러라는 다큐멘터리를 2005년 dvd가 출시되기 이전에 촬영하기 시작했다. 2005년까지, 멜버른셔플은 일정한 140-160bpm를 원하는 dj와 프로듀서가 하드스타일과 하드트랜스음악들의 사운드를 바꾸는데 한 몫 했다. 2006년에는 초기 하드스타일은 유명한 셔플링 클럽과 레이브의 하드트랜스 음악의 영향을 받은 nustyle and epic trance로 대거 바뀌었다. Nustyle과 새로운 형식의 하드트랜스는 셔플링하기 선호되는 스피드의 계속되는 킥 드럼으로 갑자기 빠지는 스윙풍의 도취적인 오케스트라 연주와 같은 트랜스 멜로디에 맞춰져 있다. 2006년에 유투브가 뜨면서 이제 댄서들은 그들의 변화를 포스팅하고 다른사람에게 배우며 세계적으로 셔플에 기여하게 됐다. 독일밴드 scooter는 자신의 싱글 ‘J’adore Hardcore’의 뮤직비디오에서 Pae&Sarah의 셔플을 중심으로 삼았다. 멜버른셔플은 시간이 흐를수록 변화하였고, 더 많은 사람들이 춤을 추면서, 춤 자체가 주로 베이스 박자에 기초하는 현재까지 대부분의 손동작에서 발동작으로 변화하였다.

### 2009년 중반- 현재
2009년 초중반엔 유투브의 멜버른셔플이 잠잠해 졌으나 사라지진 않았다. 그러고선 셔플러에게 새로운 시대가 열렸다. 댄스는 “올드스쿨”이라는 것으로 되돌아가기 시작했다. 이러한 셔플링의 복귀는 거의 대부분 다양한 t-step과 최소한의 런닝맨으로 이루어져 있고 슬리이드와 스핀으로 강조된다. “올드스쿨”이라고 불리지만 새로운 스타일 시대는 90년대에 췄던 방식과 많이 다르다. 이 시대의 많은 춤꾼들은 댄스공간에서 공연했다. 경력있는 몇몇의 셔플러들은 배틀은 진정한 셔플이 아니라며 이런 어린 친구들을 Teeny Boopers라고 부른다. TB는 레이브에 참가하지 못하고 대신 학교나 길거리, 공원에서 춤추는 어린친구들을 뜻하기도 한다. 한편, 댄스의 이런면을 지지하는 사람은 지금의 shuffle scene이 이런 활동이 정당화되는 힙합의 영향을 받았다고 주장한다.

## Dancing
“멜버른셔플”은 기원은 알 수 없다. 이 용어는 처음 시드니의 한 인터뷰에 sonic animation의 Rupert Keiler에 의에 처음 대중에게 알려졌다. “The Age”라는 신문에서 처음보는 사람들에게는 멜버른 셔플이 “닭춤과 발구르는 로봇의 혼합”처럼 보인다고 언급했지만, 현지 사람들은 단순히 “stomping”이라 불렀다.
몇 명의 댄서들은 더 좋은 슬라이드와 360도 스핀, 점프 같은 동작을 위해 바닥에 talcum 파우더를 뿌리거나 액체를 뿌린다. 다른사람들은 매끈한 플라스틱 테이프를 신발바닥에 붙이기도 한다.
원래 팔동작을 감미한 티스텝으로 구성됐던 것이 최근엔 비트에 맞추어 박자를 지키는 것이 강조되면서 런닝맨 또한 일반적인 스타일이 되었다. “런닝맨”은 앞으로 내리찍은 후 같은 발로 한번 혹은 두번 뒤로 뛰면서 또 다른 발은 제자리 뛰기 동작을 반복하는 것이다. “티스텝”은 앞뒤꿈치를 이용해 발목을 꼬면서 빠르게 옆으로 이동하는 동작이다. 그리고 스핀, 팔동작, 슬라이드, 킥을 겸비하면 춤이 된다.
하드스타일은 빠른 4분음4박자의 음악에 행해지고 주로 무겁고 울리는 베이스를 동반한다. “하드스타일”이라는 용어가 일렉트로닉 음악의 장르를 포함한 다른 레이브 댄스의 포괄적인 용어임에도 불구하고 이러한 이유 때문에 미국이나 유럽의 많은 사람들이 셔플이 단지 하드스타일로 잘못 알고 있다.  대부분의 다른 스타일은 클럽이나 파티에서 전형적인 공연이지만 멜버른셔플은 레이브 댄스이다.

## 미디어
멜버른 셔플의 춤스타일은 80년대 후반에서 90년대 초반에 탄생했을 때부터 상대적으로 언더그라운드에 머물러왔다. “멜버른 셔플”이란 용어는 Sonic Animation의 Rupert Keiller가 Rage라는 호주의 올나잇 TV음악 방송에서 인터뷰했을 때 매스컴에 기록되었다. 기자는 Rupert에게 특별한 춤 스타일은 무엇인가라고 물었을 때 그는 “멜버른 셔플”이라 대답했다. 2002년 12월 호주 신문 The Age는 그 유명한 멜버른 셔플이 무엇인지 대중에게 처음으로 설명하기 위한 시도로써 멜버른 셔플이란 용어를 기사의 첫 페이지에 실었다.
멜버른에서 공부하던 말레이시아 학생들은 멜버른 셔플을 지역 클럽과 파티에서 처음 배웠다. 그리고 그들은 집에 돌아가서는 어떻게 추는 것인지 사람들에게 보였줬다.
셔플러들은 해외에서 그들의 예술형태와 자기표현적인 춤 스타일을 취했다. 이는 영국, 독일, 말레이시아, 그리고 또한 태국의 레이브 파티에서 자주 볼 수 있었는데 특히 보름달 해변가 파티 때는 코펜하겐 바닷가들에서 셔플하는 것을 볼 수도 있었다. 인터넷 또한 셔플에 대한 지식과 관심을 퍼뜨리는 데 한 몫했다.
2004~2005년에 제작된 멜버른 셔플이란 주제의 다큐멘터리는 2005년 후반에 DVD로 출시되었다. 또다른 멜버른 셔플의 명성과 유명세에 큰 공헌을 한 것은 YouTube이다. 모든 셔플러들과 셔플 떼들은 그들 자신이 멜버른 셔플을 지지할 수 있다는 것을 깨달았고 그들 자신의 스타일과 동작을 뽐내었다. 이러한 비디오들은 사람들의 관심을 받았다.
2008년 9월 6일, Network 10은 Hard Style Dance(HSD)의 발자취를 영화화하기 시작했다. 나이트 클럽에서의 멜버른 셔플에 관한 다큐멘터리는 그 발자취에 관한 영화로 후에 비록 어느 다른 뉴스에서 다루지 않았지만 말이다.
2008년 11월, “So You Think You Can Shuffle”이란 투표형식의 경쟁을 바탕으로 하는 비디오 웹사이트가 호주의 YouTube를 통해 시작되었다. 이는 세계의 셔플러들이 그들의 춤 기술을 쇼케이스하고, 논평하고, 그리고 다른 비디오들과 투표를 통해 결정을 내렸다. 2009년에 시작한 “So You Think You Can Shuffle"은 또한 호주와 독일 일대의 셔플 meet-up과 대회를 공식으로 주최하기도 하였다. 2008년 12월, Queensland의 The Daily Mercury 잡지는 Mackay에서의 멜버른 셔플의 존재에 관한 이야기를 기사화하였다. 이는 Queensland의 다른 대 도시들과 비교해봤을 때 그 도시의 YouTube 노출이 높았다고 언급하였다.
2009년, MSO는 멜버른의 로봇공학, 레이브, 의류, 음악 그리고 예술을 기반으로 한 회사로 “GLOBAL SHUFFLE 1990:2010”이란 제목의 다큐멘터리를 제작하였다. 2011년에 출시 예정된 그 영화는 90년대의 멜버른의 언더그라운드 춤과 다큐멘터리, 멜버른 셔플의 시초와 진화를 포함하였다. 영화는 Dr3kar, Shifter Hardstyle Prodigy, Euphemism, Matthew Moyle, Television Unlimited and Global Village같은 사람들도 포함한다.
블랙 아이드 피스의 노래 "The Time"의 뮤직비디오는 댄서들(apl.de.ap포함하여)이 나이트 클럽에서 간략하게나마 멜버른 셔플을 선보인다.
일렉트로 힙합그룹인 LMFAO는 여러 번 일렉트로 하우스 댄서들이 그들의 "Party Rock Anthem" 뮤직비디오에서 셔플을 선보인다. LMFAO는 또한 뮤직비디오를 위해 온라인 셔플대회를 주최했으며 그 대회의 승자는 그들의 "Party Rock Anthem" 뮤직비디오에 출연했다.